# Limnonectes fujianensis
Limnonectes fujianensis és una espècie de granota que viu a la Xina i Taiwan.
Està amenaçada d'extinció per la pèrdua del seu hàbitat natural.